# Massagno
Massagno es una comuna suiza del Cantón del Tesino, situada en el distrito de Lugano, círculo de Vezia. Limita al norte con la comuna de Savosa, y al este, sur y oeste está rodeada por la ciudad de Lugano.